# Onzième Docteur
Le Onzième Docteur est la onzième incarnation du Docteur, personnage principal de la série télévisée de science-fiction Doctor Who, produite par la BBC. Il est interprété par Matt Smith, qui est le plus jeune acteur à avoir interprété le Docteur depuis 1963.  
Il était le Docteur principal lors des saisons 5 (2010), 6 (2011) et 7 (2012-2013). À ce  titre, il a joué dans Le Jour du Docteur, épisode spécial créé à l'occasion du cinquantième anniversaire de la série. Il a également fait une apparition à la fin du premier épisode de la saison 8 (2014), En Apnée.  
Il se régénère à la fin de l'épisode L'Heure du Docteur, l'épisode de Noël de 2013.

## Biographie fictive

### Épisode de Noël 2009
Le Onzième Docteur apparaît pour la première fois à la fin de la deuxième partie de La Prophétie de Noël, le dernier épisode du Dixième Docteur à la suite du départ de David Tennant de la série. La régénération du Dixième au Onzième Docteur ayant endommagé l'intérieur du TARDIS, ce dernier s'écrase et le Onzième Docteur apparaît donc dans une situation quelque peu chaotique. Il vérifie que son corps est normalement constitué (il vérifie ses mains, ses doigts, son nez, ses yeux, son menton...), avant de réaliser qu'il est en train de s'écraser. Il hurle donc « Geronimo », et laisse le TARDIS s'écraser...

### Saison 5 (2010)

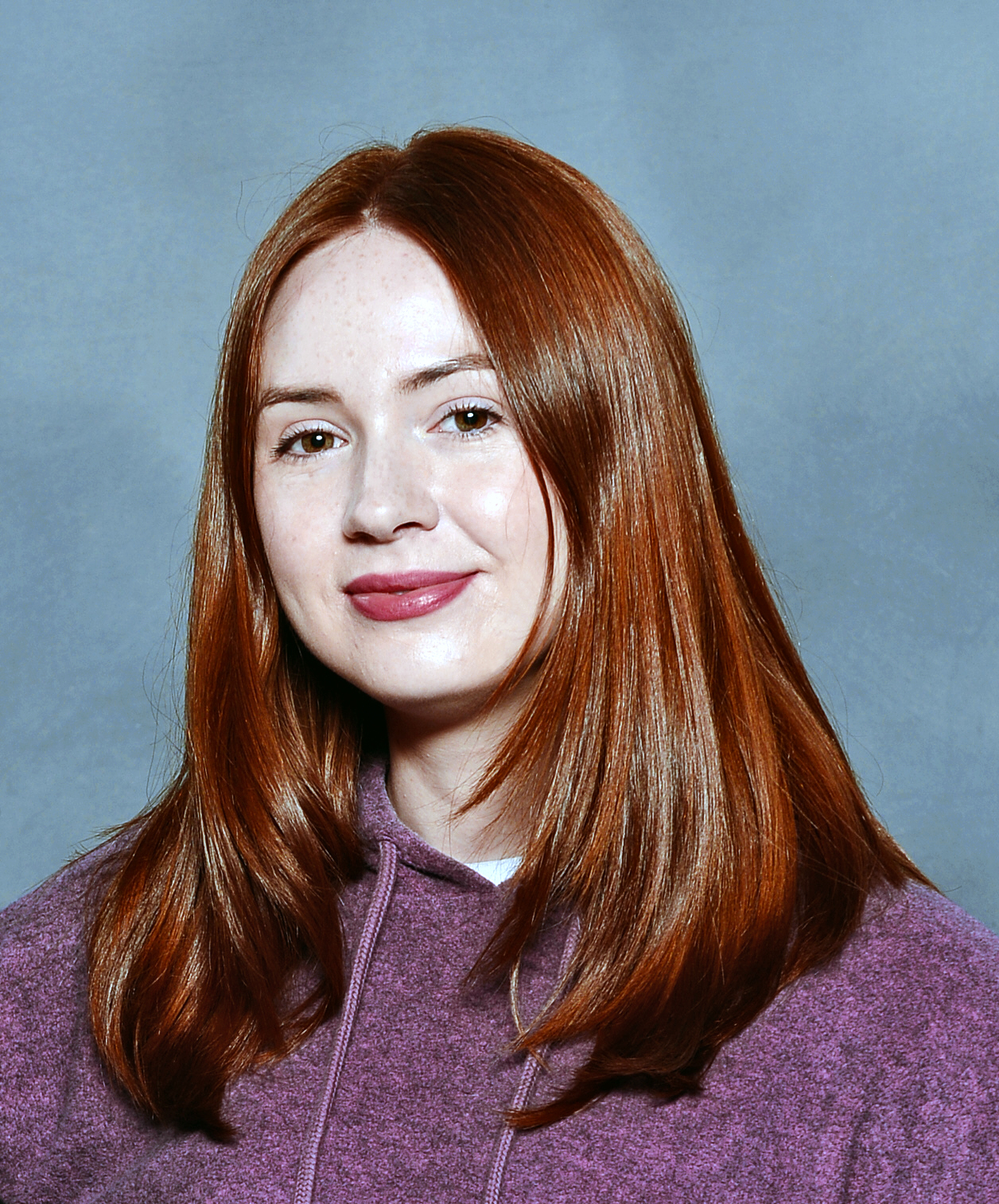
Karen Gillan, l'interprète d'Amy Pond, lors de la Florida Supercon en 2017.

À la suite des événements de La Prophétie de Noël, on retrouve dans Le Prisonnier Zéro le TARDIS, en train de s'écraser sur Terre, et le Docteur, qui appréhende son nouveau corps, dans des vêtements déchirés (ce qui lui vaudra le surnom de « Docteur débraillé »). Le TARDIS finit par s'écraser en 1996, dans le jardin d'Amelia « Amy » Pond, une orpheline de sept ans, qui vit avec sa tante. Il découvre alors, tout en faisant connaissance avec la petite fille, que ses goûts ont changé. En discutant, elle lui parle de la faille qui est dans le mur de sa chambre. Le Docteur décèle qu'il s'agit des Atraxi, transmettant le message « le Prisonnier Zéro s'est échappé ». Il essaie d'enquêter, mais il est rattrapé par le temps : il doit stabiliser son TARDIS. Il promet donc à la jeune Amelia de revenir la chercher cinq minutes plus tard. Il ne revient en fin de compte que douze ans après, et les Atraxi menacent d'atomiser la Terre si le Prisonnier Zéro ne la quitte pas. Le Docteur, aidé d'Amy et de son petit-ami Rory Williams va les repousser, et ils vont récupérer le Prisonnier Zéro. Il va néanmoins demander aux Atraxi de revenir, au nom des règles de la « Proclamation des Ombres » (vue dans La Terre Volée en 2008). Il se confronte alors à eux, et leur révèle son identité, les faisant fuir. Son TARDIS finit alors de se stabiliser, et il découvre une nouvelle salle de contrôle. Il revient voir Amy en 2010, en pleine nuit, et lui propose de venir voyager avec lui, ce qu'elle accepte. Les deux personnages s'en vont donc ensemble de Leadworth, pour aller visiter l'Univers.

### Death of the Doctor(2010)
Le Onzième Docteur apparaît dans un épisode de la quatrième saison de The Sarah Jane Adventures, intitulé Death of the Doctor. Dans cet épisode, les Shansheets, considérés comme les « croque-morts de l'espace » répandent la nouvelle de la supposée mort du Docteur. U.N.I.T. informe Sarah Jane Smith ainsi que d'autres anciens compagnons du Docteur (le Brigadier Lethbridge-Stewart, Liz Shaw et Harry Sullivan sont mentionnés). Lors de la cérémonie funéraire, Sarah Jane rencontre Jo Grant, compagne du Troisième Docteur, qui l'avait laissée à la fin de The Green Death en 1972. Elles se racontent toutes les deux leurs souvenirs du Docteur, mais la main de Clyde Langer fait des siennes : elle devient blanche... En réalité, c'est le Onzième Docteur, qui depuis une autre planète, essaie d'entrer en contact avec Sarah Jane... ce qu'il finit par faire, en échangeant de place avec Clyde. Sarah Jane et Jo Grant découvrent alors cette nouvelle incarnation du Docteur. Tous les trois, et avec l'aide de Clyde, Rani et de Santiago, le petit-fils de Jo, ils découvrent que le plan des Shansheets est de susciter les souvenirs des amis du Docteur afin de recréer une clé du TARDIS. Ces « croque-morts de l'espace » finissent par capturer les deux anciennes compagnes du Docteur, qui ne peuvent s'empêcher de penser à lui. Le Docteur leur demande donc de solliciter leur mémoire un maximum, afin de surcharger l'appareil recréant une clé. Leur stratégie réussit donc, et le Docteur ramène tout le monde chez Sarah Jane, leur dit au revoir et s'en va.

### Saison 6 (2011)
Dans L'impossible astronaute, première partie, Amy et Rory reçoivent une lettre numérotée 3 avec la même couleur du TARDIS et des indications à l'intérieur avec une date, des coordonnées géographiques et une heure. Le docteur River Song reçoit la même lettre numérotée 2. Alors les trois personnages partent en Amérique du Nord. Ils se rendent dans un bar avec le Docteur et partent vers un lac pour pique-niquer. Un homme apparaît qui se prénomme Canton Everett Delaware III et cet homme avait la lettre numérotée 4. Soudainement, un astronaute de la mission d'Apollo 11 apparaît dans le lac, tue le Docteur et les 3 personnages brûle son corps sur une barque.

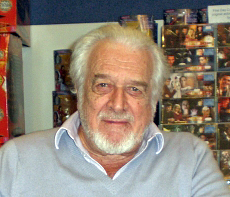
Nicholas Courtney, l'interprète du Brigadier Lethbridge-Stewart, jusqu'à sa mort en 2011.

Dans Le Mariage de River Song, l'épisode final de la saison, le Docteur apprend par une infirmière le décès de son vieil ami le Brigadier Lethbridge-Stewart quelques mois plus tôt. Il apprend également qu'il parlait souvent de lui, et gardait toujours un verre de cognac au cas où il viendrait lui rendre visite. Il est alors troublé par cette nouvelle et accepte son destin présenté dans L'Impossible Astronaute : mourir. Il demande alors au Teselecta (rencontré dans Allons Tuer Hitler) de distribuer les invitations à Amy, Rory, River Song et Canton E. Delaware. Les événements de L'Impossible Astronaute se répètent alors : un astronaute sort du Lac Silencio. On découvre qu'il s'agit d'une version passée de River Song. Toutefois, elle refuse de laisser un tel événement se produire et change donc l'Histoire, qui s'en retrouve chamboulée. Toute l'Histoire de la Terre se produit au même moment : ainsi, Winston Churchill est le Saint-Empereur romain. Il emprisonne le Docteur, le prenant pour un fou. Se rendant compte que le temps ne s'écoule plus, il demande à voir son prisonnier, qui lui raconte les événements de sa « mort ». Ils sont ensuite rejoints par Amy, qui enlève le Docteur pour qu'il l'aide à soigner le temps. Il tente de toucher River Song, ce qui a pour effet pour le temps de s'écouler à nouveau. Elle finit par accepter lorsque le Docteur l'épouse en demandant à Amy et Rory, ses parents, leur consentement.

### Épisode de Noël 2011
À la suite des événements de la saison 6, on retrouve le Onzième Docteur seul dans Le Docteur, la Veuve et la Forêt de Noël, épisode spécial Noël de 2011. Dans le début de l'épisode, on le voir courir à l'intérieur d'un vaisseau spatial, pour s'enfuir, mais le vaisseau explose, et alors qu'il ne tient plus qu'à un câble avant de tomber, il remarque une combinaison, qui va tomber. Lorsqu'il tombe, il s'arrange pour l'attraper, afin de l'enfiler. On le découvre qui s'est écrasé sur Terre, la veille de Noël. Il est trouvé par Madge Arwell (jouée par Claire Skinner), qui l'aide à le conduire au TARDIS. Il lui dit alors que si un jour elle a besoin de lui, il lui renverra l'ascenseur. 
Ils se retrouvent plus tard lors du Blitz de Londres, lorsque la famille Madge et ses deux enfants, Cyril et Lily passe leurs vacances dans un manoir, où le Docteur se fait passer pour le gardien. Le Docteur leur dépose un cadeau pour Noël, avec interdiction formelle de l'ouvrir avant qu'il ne soit là. Sauf que pendant la nuit, Cyril Arwell s'offre une escapade nocturne, et, à l'intérieur du cadeau, découvre une forêt. Le Docteur et Lily le découvrent et le suivent. Madge les suivra plus tard. La forêt est menacée par une pluie acide, et ils doivent se dépêcher de sortir et de retraverser la forêt, ce que Cyril refuse, tant que sa mère n'est pas à ses côtés. Sa mère arrive alors, pilotant un vaisseau d'Androzani (référence à l'épisode The Caves of Androzani de 1984) et les rejoint à l'intérieur d'une tour. 
Madge devient possédée par la forêt, et utilise ce don pour ramener sa famille et le Docteur chez eux pour Noël : elle pilote toute la forêt à travers le Vortex du Temps (que l'on peut voir dans le générique notamment) en se concentrant sur son mari, Reg, décédé pendant la guerre. Sauf que ce dernier s'était perdu en pleine de nuit, alors que son avion n'avait presque plus de carburant et avait été endommagé : en plus d'avoir guidé toute une forêt à travers le Vortex du Temps, elle également ramené son mari. 
Le Docteur, se cachant dans son TARDIS qui se trouvait dans le grenier, est rejoint par Madge, et lui explique qu'il vient justement de lui renvoyer l'ascenseur pour la fois où elle l'avait aidé. Elle l'invite à fêter Noël avec eux, mais il refuse. Il lui explique qu'il n'a plus vraiment d'amis, car ils pensent tous qu'il est mort (à la suite des événements de l'épisode Le Mariage de River Song). Elle l'oblige à partir, et aller prévenir ses amis qu'il n'est pas mort. Il part alors, le TARDIS disparaissant devant elle, lui disant que si elle a jamais besoin de lui, elle n'aura qu'à faire un vœu.
Suivant son conseil, il se rend dans le futur, chez Amy et Rory, le jour de Noël, deux après qu'il n'ait disparu de leur vue. Ils savaient qu'il n'était pas mort, car leur fille River Song leur a dit. Amy et le Docteur refusent chacun de faire le premier pas pendant une minute, puis leur regard se croisent et ils se prennent dans les bras l'un de l'autre. Rory arrive alors, et ils l'invitent tous deux à venir dîner avec eux, ce qu'il accepte. Il rentre chez eux, ferme la porte en versant une larme discrète. 

### Saison 7, première partie (2012)
Dans le premier épisode de la saison 7, L'Asile des Daleks, on retrouve le Onzième Docteur sur Skaro, la planète d'origine des Daleks (qu'il avait détruite dans l'épisode Remembrance of the Daleks en 1989), discutant avec la mère d'une jeune fille, prisonnière d'un camp de concentration Dalek, affirmant qu'elle s'en est échappée. Le Docteur comprend la supercherie, expliquant que personne n'est capable de s'échapper d'un camp de concentration Dalek. Il se fait néanmoins piéger par la femme, qui était en réalité un Dalek, et se fait capturer les Daleks, tout comme ses deux compagnons, Amy et Rory qui sont en pleine crise de divorce. Ils sont amenés tous les trois au Parlement des Daleks, qui leur demande de les sauver, ce qui provoque leur stupéfaction. Le chef du Parlement raconte au Docteur l'histoire de l'Asile des Daleks, qui est une décharge où les Daleks abandonnent les Daleks défectueux, les infirmes de guerre, ceux qu'ils ne peuvent pas contrôler. Ils sont alors envoyés tous les trois envoyés dans l'Asile, d'où provient un message audio : un extrait de Carmen de G. Bizet. Le Docteur dit avoir joué au triangle. Il arrive à remonter la source du message, et découvre une jeune fille, Oswin Oswald, qui se bat contre les Daleks depuis un an. Il découvre que les Daleks l'appellent le Prédateur. 
Ils s'écrasent tous sur la planète de l'Asile, tous les trois séparés les uns des autres. Le Docteur retrouve alors Oswin, sans la voir puisqu'elle a piraté les systèmes de surveillance Dalek pour pouvoir communiquer avec le Docteur. Il retrouve alors Amy. Ils découvrent tous les deux le Vaisseau dans lequel était Oswin, écrasé, mais découvrent également que tous ses membres sont morts, et ce depuis longtemps (ils n'ont plus de chair). Ils se font alors attaquer par un homme-Dalek, et décident de se cacher. Oswin les guide dans l'Asile, et flirte avec le Docteur. Le Docteur et Amy cherchent donc à retrouver Rory. Ils finissent par le retrouver grâce à l'aide d'Oswin qui aidait également Rory de son côté. En allant sauver Oswin, il découvre que cette dernière est en réalité un Dalek qui a été converti, mais qui pense toujours être humaine. Elle le sauve, en lui disant de courir et de se souvenir d'elle (Run you clever boy, and remember me : « Courez, espèce de petit malin, et souvenez-vous de moi »). Oswin aide alors le Docteur en effaçant la mémoire des Daleks à son sujet. Il redépose Amy et Rory, chez qui tout s'est arrangé.

### Épisode de Noël 2012
Dans La Dame de glace, le Docteur, à l'ère Victorienne, dans une tenue d'époque (rappelant vaguement les tenues du Premier Docteur), traverse la rue où se trouve le bar Rose and Crown (en français : Rose et Couronne) et y croise par hasard Clara Oswald, qui y est serveuse. Elle lui parle de la neige, lui demande tout simplement son prénom, puis s'en va. Cette dernière le suit, voulant faire sa connaissance, ce qu'il refuse en disant tout simplement que « ce temps-là est révolu ». Elle rebrousse alors chemin, jusqu'à ce qu'elle décide de suivre son fiacre en courant. Elle l'entend discuter et dire qu'il s'appelle le Docteur. Elle entre alors et lui demande « Docteur qui ? ».
Plus tard, dans une scène entre Mme Vastra, Jenny et le Docteur Siméon, à la suite des menaces de ce dernier, Mme Vastra lui répond qu'elle connaît quelqu'un qui sera capable de l'arrêter. Jenny, comprenant qu'elle parle du Docteur, lui répond qu'il n'aide plus personne désormais. Pendant ce temps, le Docteur est avec Strax, et discutent de la neige. Strax propose au Docteur d'enquêter, ce que ce dernier refuse, disant que ce ne sont pas ses affaires. Il ajoute même que l'Univers se moque complètement qu'il ait passé plus d'un millénaire à le sauver. Ils libèrent ensuite Clara (qu'ils avaient enfermé dans le fiacre), pour lui effacer la mémoire en utilisant un Ver à Amnésie. Après l'avoir capturé, tout en sachant ce qui l'attend, Clara ne fuit pas, exigeant de savoir ce qui ne va pas avec la neige. C'est alors que plusieurs bonhommes de neige apparaissent et les attaquent. Il décide finalement d'intervenir, en lui expliquant comment les faire disparaître (par la pensée), et s'en va, lui souhaitant un joyeux Noël, refusant d'alerter la population, jugeant une fois de plus que cela ne le regarde pas.
Il retourne alors dans son TARDIS, qu'il a fait atterrir sur les nuages surplombant Londres, par le biais d'une échelle rendue invisible. Clara le voit, attend qu'il soit complètement parti, tire l'échelle, et la monte. Lorsqu'elle découvre le TARDIS, elle frappe à la porte, mais le Docteur sort, et elle se cache, et s'enfuit, et redescend l'échelle. 
Le lendemain, Clara rencontre Jenny en appelant le Docteur en hurlant. Mme Vastra demande alors à la rencontre, et lui explique que le Docteur n'est pas charitable, ou du moins qu'il ne l'est plus à la suite des événements de l'épisode Les Anges prennent Manhattan (2012) et à la mort d'Amy et de Rory. Elle la met à l'épreuve, en lui proposant de transmettre un message au Docteur, mais ce message devra être composé d'un seul mot. Une fois le test fini, la détective appelle le Docteur (seul dans son TARDIS, qui a changé de décoration depuis le dernier épisode) et lui transmet le message : Pond (en français : l'étang, le bassin). Cela a pour effet de faire réagir le Docteur, qui va enquêter au bureau du Docteur Siméon en se faisant passer pour Sherlock Holmes. Il consulte les documents du Docteur Siméon, et découvre un article de journal parlant de l'ancienne gouvernante de la famille Latimer, qui trouva la mort dans un bassin (Pond) d'eau gelé un an plus tôt.
Il disparaît alors, et va observer le bassin, dans lequel le corps se trouve toujours. Il est alors rejoint par Strax, qui lui propose de l'aider à enquêter (ce que le Docteur nie faire) et qui le gêne. Il lui demande alors de partir, mais Clara, qui est également la gouvernante de la famille Latimer, le remarque, et l'invite à rentrer. Avant qu'il n'arrive, elle et les enfants Latimer se font attaquer par le corps congelé de la gouvernante, et les Docteur les sauve. Il ajoute néanmoins que la prochaine fois que cela leur arrivera, il ne sera pas là, car il n'aide plus les gens. Par hasard, en regardant dans un miroir, il remarque avoir mis un nœud-papillon. La gouvernante gelée réapparaît alors, et le Docteur, Clara et les enfants fuient, croisant leur père, l'autre gouvernante, Vastra, Jenny et Strax. La demeure est encerclée par des bonhommes de neige qui veulent la gouvernante gelée, pour le Docteur Siméon. Le Docteur monte alors à l'étage pour éloigner la gouvernante gelée, mais Clara le gèle. Ils se réfugient tous les deux dans le TARDIS, et le Docteur lui donne une clé et lui propose de voyager avec elle. Pendant qu'il prépare le TARDIS, elle se fait attraper par la Dame de glace (la gouvernante gelée), qui chute avec elle, la tuant sur le coup. 
Elle est ramenée à la demeure Latimer, où Strax arrive à la maintenir en vie à l'aide d'une technologie extra-terrestre. Clara promet au Docteur que s'il sauve la Terre, elle voyagera avec lui. Il décide alors d'honorer cette promesse, en invitant le Docteur Siméon à le joindre dans son bureau s'il désire avoir un morceau de la Dame de Glace, afin de fabriquer des hommes de glace. Les deux hommes et Vastra se retrouvent alors dans le bureau du Docteur Siméon, et le Docteur explique alors à Siméon et Vastra que ce qui se trouve dans la sphère est un « parasite qui s'est nourri de la solitude d'un enfant et de la folie d'un vieil homme » qui veut donner naissance à une abomination. Siméon s'empare de la boîte dans laquelle, selon le Docteur, se trouve un morceau de la Dame de Glace. Il l'ouvre, et se fait attaquer par un Ver à Amnésie, le tuant et affaiblissant l'entité se trouvant dans la sphère... du moins visiblement, mais l'entité réussit à survive sans l'homme, et prend possession de son corps pour attaquer le Docteur en tentant de le geler. Il est arrêté lorsque la neige dans le globe fond sous l'effet d'une pluie interne à celui-ci : il s'agit des larmes de Clara. La force disparaît alors, et la neige qui tombait sur la ville devient de la pluie. 
De retour au manoir, le Docteur découvre Clara, mourante, Strax n'ayant pas pu la maintenir en vie. Il lui dit qu'ils ont réussi à sauver le monde, et, avant de rendre son dernier souffle, elle lui dit la phrase : « Courez, espèce de petit malin, et souvenez-vous de moi », et la cloche de minuit sonne alors. Elle est morte le 25 décembre, le jour de Noël.
Plus tard, le Docteur assiste à son enterrement, dépose une gerbe sur sa tombe, et remarque alors son nom complet : Clara Oswin Oswald, et fait le lien avec Oswin Oswald, une femme qu'il avait rencontré dans le premier épisode de la saison 7, L'Asile des Daleks, sans jamais la voir, mais qui avait la même voix et qui est morte en disant exactement la même phrase. Il s'en va alors, disant à Vastra et Jenny qu'il part retrouver Clara. Dans son TARDIS, il court autour de la console, tirant divers leviers, récitant les trois noms de Clara, et observant une photo d'elle qu'il a mis sur le scanner. Le TARDIS décolle alors.

### Saison 7, deuxième partie (2013)

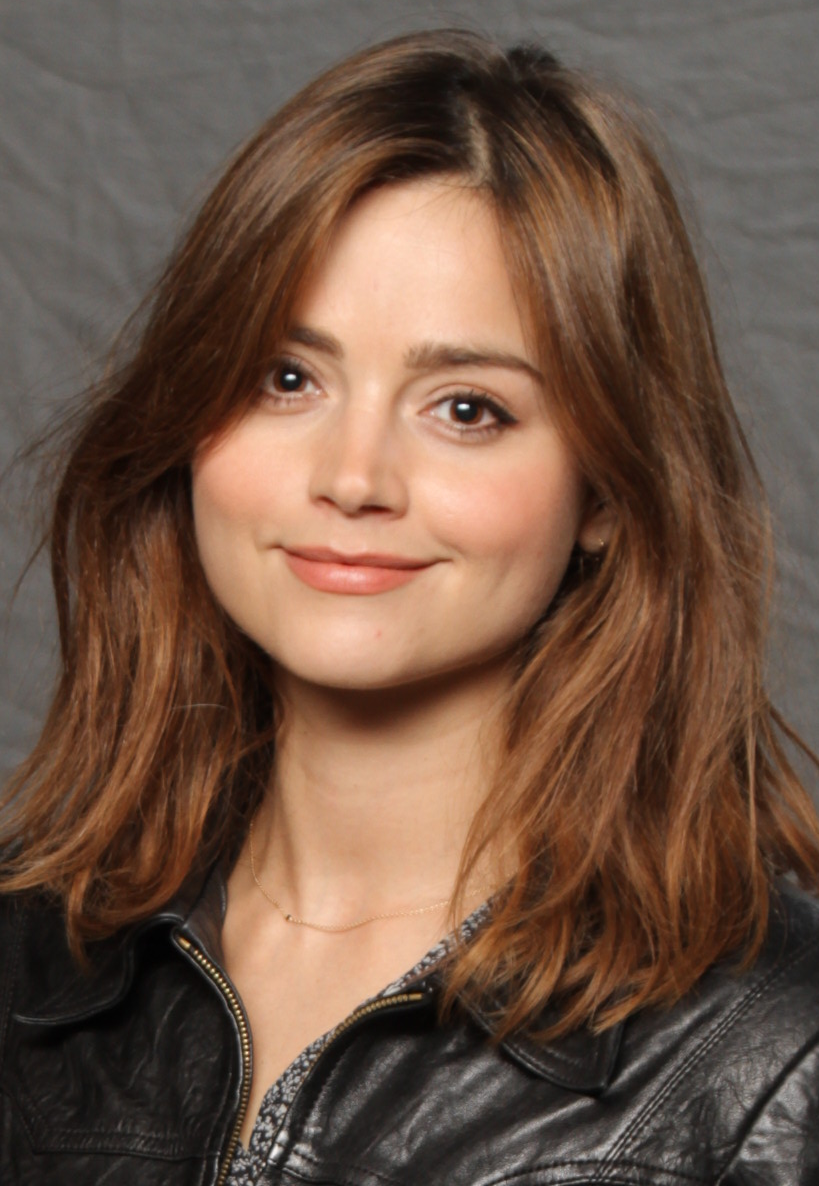
Jenna Coleman, l'interprète de Clara Oswald, lors de la MagicCity Comic-Con en 2016.

Dans l'épisode suivant directement La Dame de glace, c'est-à-dire Enfermés dans la toile, le Docteur a pris sa retraite dans un monastère en 1207 où il réfléchit à Clara (il fait même une peinture d'elle, ayant pour légende Run you clever boy and remember me : courez, espèce de petit malin, et souvenez-vous de moi), jusqu'à ce que le téléphone du TARDIS sonne. Il répond : c'est une autre Clara Oswald, cette fois-ci en 2013, pensant avoir téléphoné à une hotline (le numéro lui a été donné par une femme dans un magasin : on découvrira dans l'épisode Mort au paradis en 2014 que la femme n'était autre que Missy, dernière incarnation du Maître, ennemi du Docteur) à la suite de problèmes d'Internet. Le Docteur la rejoint sur place en 2013, mais découvre qu'elle ne se souvient pas de leur rencontre à l'époque Victorienne : elle n'a même pas de deuxième prénom. Elle refuse alors de le laisser rentrer. Il retourne dans son TARDIS et va se changer (il était encore dans sa tenue de Moine), et lorsqu'il désire rentrer, il découvre qu'elle a été victime d'une personne qui "télécharge" les gens en utilisant le WiFi. Il promet de ne pas la laisser mourir cette fois encore, et la sauve. Plus tard dans l'épisode, il lui montrera le TARDIS. Elle se fera encore télécharger, et il remontera à la source du signal et mettra fin à leurs actions, en faisant remonter notamment le Shard de Londres par un clone qui utilisera une moto anti-gravité. Par ce biais, il téléchargera la chef du système, Mademoiselle Kizlet, forçant son organisation à re-télécharger tous les êtres humains dans leurs corps respectifs. Il s'avérera que Mademoiselle Kizlet était en fait manipulée par la même entité que le Docteur Siméon dans La Dame de glace, la Grande Intelligence. Il propose à Clara de revenir la voir demain, pour l'emmener voyager. Elle accepte, et s'en va.
Dans le début du septième épisode de la saison, Les Anneaux d'Akhaten, on voit le Docteur en train d'observer la vie des parents de Clara avant et après la naissance de cette dernière. Il rencontre par hasard Clara alors qu'elle n'est qu'une jeune fille. Il assiste également, de loin, à l'enterrement de la mère de Clara, Ellie Oswald, née Ravenwood, qui est morte le 5 mars 2005. Il retourne dans son TARDIS, observe de nouveau la photo de Clara Oswin Oswald, qu'il avait rencontrée dans La Dame de Glace, et ne comprend toujours pas comment elle peut être la même personne. Il retourne ensuite la voir, comme promis, pour l'emmener voyager. Elle demande un endroit grave génial, et le Docteur décide alors de l'emmener sur Akhaten pour le festival des offrandes (il se produit lorsque les anneaux de la planète s'alignent). Ils font le tour du marché, mais Clara se perd et rencontre Merry, une jeune choriste qui se cache car elle refuse de mener la cérémonie d'offrande, car elle a trop peur. Clara la met en confiance, et elle décide alors d'aller mener la cérémonie en chantant un chant traditionnel, nommé La Longue Chanson en l'honneur du Dieu d'Akhaten, pour éviter qu'il ne se réveille. Malgré cela, le Dieu se réveille et enlève Merry pour l'amener dans son temple. Le Docteur et Clara louent un vaisseau, pour aller la rejoindre et la sauver. Ils se retrouvent coincés, et le Docteur renvoie Clara et Merry sur la planète, restant au temple pour rendormir le Dieu. Comprenant qu'il se nourrit d'histoires, il décide de lui raconter l'histoire de sa vie : il parle de la Dernière Grande Guerre du Temps et de la fin des Seigneurs du Temps (lorsqu'il était le Docteur de la guerre) il parle de la naissance de l'Univers, de sa fin, d'Univers où « les lois de la physique étaient dictées par l'esprit d'un homme complètement fou » (Omega et son monde d'anti-matière dans The Three Doctors en 1973, par exemple), des choses qu'il a perdues (ses anciens compagnons, notamment :  Amy Pond, Rory Williams, ou encore Donna Noble) et des secrets qu'il doit garder (son nom, par exemple). Mais cela ne suffit pas au monstre, et Clara vient sauver le Docteur en racontant, quant à elle, l'histoire de la vie jamais terminée de sa mère, en lui donnant à dévorer la feuille qui représente la rencontre de ses parents. Le Docteur la redépose ensuite chez elle, et avant de partir, elle se rappelle l'avoir vu observer l'enterrement de sa mère. Il lui explique qu'elle lui rappelle quelqu'un (Clara Oswin Oswald), et Clara réagit en lui expliquant qu'elle accepte de voyager avec lui, à la condition qu'elle n'entre pas en compétition avec un fantôme. Pour la rassurer, il lui rend la bague de sa mère, qu'elle avait donnée au propriétaire du vaisseau qu'ils ont utilisé. Elle s'en va, le laissant seul dans son TARDIS, dont il ferme la porte derrière elle.
Dans l'épisode final de la saison 7, Le Nom du Docteur, Clarence DeMarco, un homme condamné à mort pour avoir tué 14 femmes, dit à Mme Vastra que le Docteur a un « secret qu'il emportera dans son tombeau », et qu' « il a été découvert ». L'amie du Docteur convoque alors Jenny Flint, Strax, Clara Oswald et River Song à une conférence onirique pour discuter de ces propos. Les personnages discutent alors, et Mme Vastra explique aux autres les propos que DeMarco lui a tenus, et surtout comment il les a justifiés : en prononçant un seul mot : Trenzalore. Ce mot n'est pas inconnu à River Song, qui semble apeurée par l'emploi de ce mot. Ils se font alors attaquer par des Hommes-Murmures, ce qui coûte la vie à Jenny. Le Docteur Siméon (de l'épisode La Dame de Glace) apparaît alors et dit que le Docteur, s'il veut sauver ses amis, doit se rendre sur Trenzalore. Ils se réveillent alors tous, et Clara raconte au Docteur ce qu'il s'est passé. Lorsqu'il comprend, il pleure, et sort de la maison. Clara le rejoint alors dans le TARDIS, et il lui explique ce qu'est Trenzalore : la planète où il est enterré. Le Docteur décide alors d'aller toutefois sur Trenzalore, malgré les réticences du TARDIS (il se désactive de lui-même, en plein vol). Il désactive l'anti-gravité, et ils s'écrasent sur Trenzalore, que le Docteur juge comme étant le "lieu le plus dangereux dans tout l'Univers". Au loin, ils remarquent un TARDIS énorme : il s'agit du tombeau du Docteur, qui n'est autre que le "cadavre" du TARDIS dans le futur (quand un TARDIS meurt, il n'est plus "plus grand à l'intérieur", sa taille extérieure atteint la taille intérieure). Il avance en sa direction, mais Clara s'arrête, écoutant l'écho de River Song qui lui parle. Le Docteur la rejoint, et découvre la tombe de River Song. En réalité, c'était un passage secret qui mène à la tombe du Docteur. Clara et le Docteur avancent alors dans les catacombes, dans l'objectif de rejoindre Mme Vastra, Jenny (qui a été réanimée) et Strax, qui parlent à la Grande Intelligence, sous les traits du Docteur Siméon, qui leur raconte la dernière bataille du Docteur. Le Docteur arrive alors, et refuse d'ouvrir sa tombe : pour ce faire, il devrait dire son nom à voix haute. La Grande Intelligence ordonne alors aux Hommes-Murmures de tuer les amis du Docteur, pour le forcer à parler. Le Docteur ne dit pas son nom, mais les portes s'ouvrent. Les Hommes-Murmures s'arrêtent alors : c'est l'écho de River Song qui a dit son nom. Ils entrent alors tous dans sa tombe, et découvrent sa ligne temporelle, qui représente toute sa vie, passée et future. La Grande Intelligence décide alors de pénétrer à l'intérieur de sa ligne temporelle, pour modifier sa vie, transformer ses victoires en défaites, ses amitiés en souffrance. Le Docteur hurle de douleur, sa vie se faisant réécrire. On observe alors la Grande Intelligence s'en prendre aux Premier, Deuxième, Troisième, Quatrième, Cinquième (sur Androzani) et Onzième Docteurs (à Londres et dans l'Asile des Daleks). Mme Vastra et Jenny vont alors à l'extérieur, pour voir les conséquences : les étoiles s'éteignent, Jenny disparaît car le Docteur ne l'a jamais sauvée, Strax se révolte contre Mme Vastra. Clara décide, pour sauver le Docteur, de pénétrer à son tour dans sa ligne temporelle, pour inverser l'effet de la Grande Intelligence. River Song tente de la convaincre de ne pas le faire, mais Clara sait que c'est le seul moyen de le sauver. Elle s'exécute alors, et rencontre les différentes incarnations du Docteur. On découvre d'ailleurs que c'est elle qui a aidé le Premier Docteur à choisir le bon TARDIS pour s'enfuir de Gallifrey. Le plan de Clara a fonctionné, tout est rentré dans l'ordre, sauf qu'elle est désormais coincée à jamais dans la ligne temporelle du Docteur. Ce dernier, remis debout, décide alors de pénétrer sa propre ligne temporelle pour aller chercher Clara et la ramener. River Song lui parle, le prie de ne pas faire cela, et tente de le gifler, mais il l'arrête : il lui explique qu'il a toujours été capable de la voir et de l'entendre, mais qu'il ne lui a pas parlé, pas peur de trop souffrir. Ils s'embrassent, et River Song promet de se laisser disparaître si le Docteur lui dit tout simplement au revoir, et qu'ils se reverront. Elle s'exécute alors, et le Docteur va sauver Clara. Ensemble, ils voient en action toutes ses incarnations passées, y compris le Docteur de la guerre, incarné par le regretté John Hurt, qui était en réalité le secret du Docteur.

### Épisodes spéciaux (2013)

#### L'Heure du Docteur
« Nous changeons tous. Quand on y réfléchit bien, nous sommes tous plusieurs personnes, et cela, tout au long de nos vies. Et ça, c'est très bien ; on doit continuer à avancer, tant qu'on se souvient des différentes personnes que nous avons été. Je n'oublierai jamais un instant de ces vies. Pas un seul jour. Je le jure. Je me souviendrai toujours de l'époque où le Docteur, c'était moi. »
— Onzième Docteur, L'Heure du Docteur, 2013
Alors que Clara fête Noël avec sa famille, le Docteur reçoit un signal intraduisible émanant d'une planète qu'il ne connait pas. Seulement, voilà : il n'est pas le seul recevant ce message. Toutes les races guerrières de l'Univers se rassemblent autour de cette planète pour tenter d'en percer le champ de force. Mais pendant que le Docteur mène l'enquête, seul avec une tête de Cyberman qu'il a baptisée "Cafetière", il reçoit un coup de téléphone de Clara, qui lui demande de venir fêter Noël avec sa famille et se faire passer pour son petit-ami. Celui-ci accepte, mais, n'ayant pas eu le temps de s'habiller, préfère utiliser des vêtements holographiques, que la famille de Clara ne voit cependant pas, créant donc une situation quelque peu cocasse. 

### Saison 8 (2014)
À la fin du premier épisode de la saison 8, En Apnée, Clara reçoit un coup de téléphone : il s'agit du onzième Docteur, peu avant qu'il ne se régénère, qui veut lui faire ses adieux. Il lui dit de ne surtout pas avoir peur de sa nouvelle incarnation, car le nouveau Docteur a besoin de lui. Lorsqu'il entend la voix distante de sa future régénération, Clara lui dit qu'il a les cheveux gris et qu'il est plus vieux. Il raccroche enfin, en disant à Clara qu'elle lui manque déjà.

## Casting et réception

### Casting

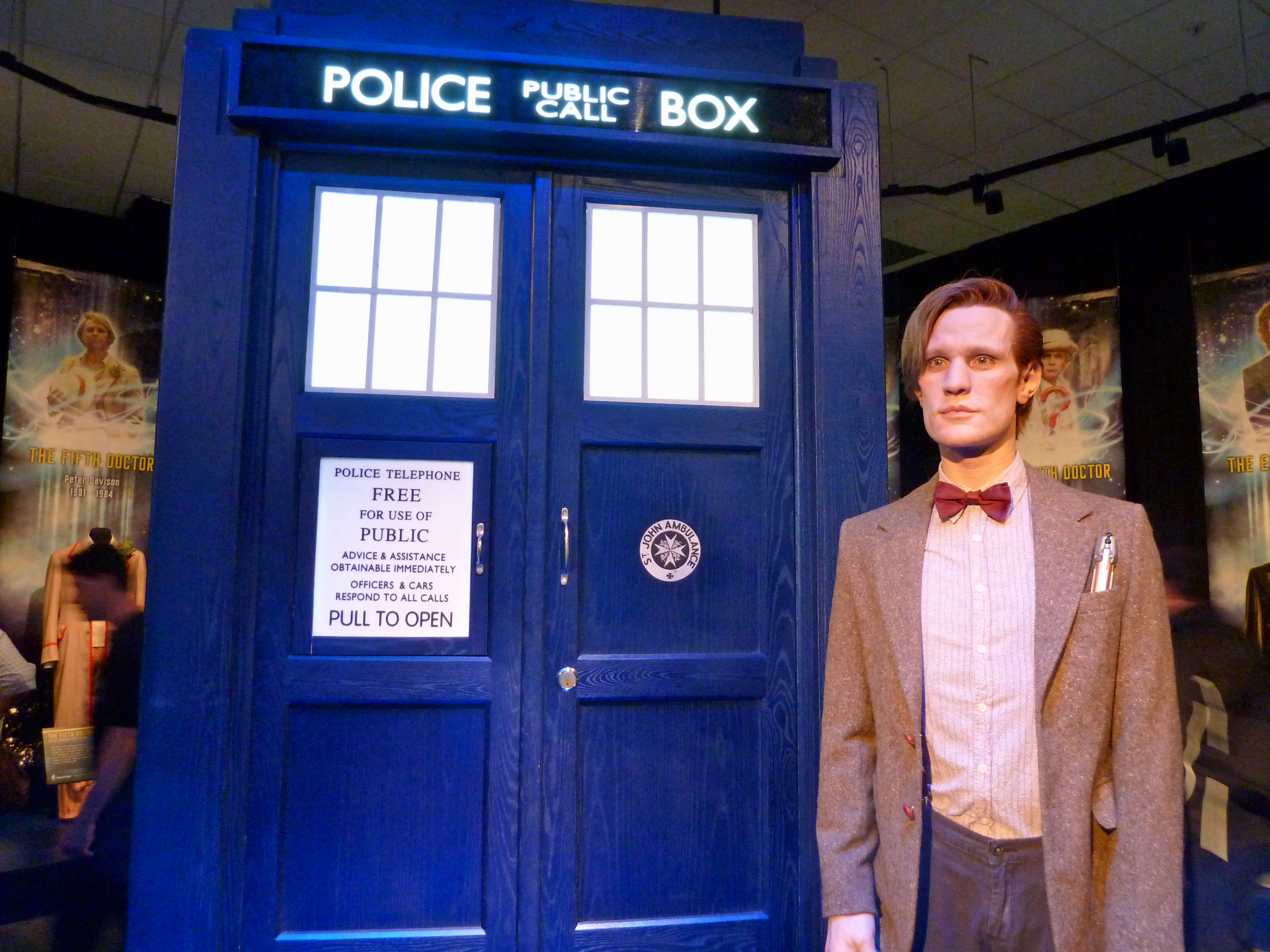
Statue du onzième docteur avec le TARDIS.

David Tennant a annoncé lors de la cérémonie des National Television Awards du 29 octobre 2008 qu'il quittait le rôle du Docteur, jugeant que les quatre années passées à l'incarner étaient suffisantes. À l'époque, la BBC News avait révélé que Paterson Joseph (qui était déjà apparu dans les épisodes Le Grand Méchant Loup et À la Croisée des Chemins en 2005) était favori chez les bookmakers pour succéder à David Tennant, suivi par David Morrissey, qui jouerait un rôle dans l'épisode de Noël de 2008, Cyber Noël. D'autres candidats au rôle étaient Sean Pertwee, le fils de Jon Pertwee (qui joua le Troisième Docteur de 1970 à 1974), Russell Tovey, qui joua Alonso Frame dans l'épisode de Noël de 2007, Une Croisière Autour de la Terre, ou encore James McAvoy.
Même si Moffat avait prévu de choisir un homme ayant une trentaine ou une quarantaine d'années, Matt Smith avait 26 ans lorsqu'il a été sélectionné, ce qui fait de lui l'acteur le plus jeune à avoir interprété le Docteur. Son identité a été révélée lors d'un épisode de Doctor Who Confidential le 3 janvier 2009.

### Réception
Lors de la révélation de l'identité du Onzième Docteur, Piers Wenger, cadre à la BBC a noté que Matt Smith était probablement trop jeune pour jouer le Docteur d'une façon adéquate, tout en affirmant toutefois qu'il en est capable.
Son incarnation du rôle a connu un certain succès chez les critiques. Martin Anderson de Shadowlocked a parlé de lui comme étant le meilleur Docteur depuis que « Tom Baker avait pratiquement redéfini le rôle dans les années 1970 ». Dan Martin du Guardian a dit que Matt Smith était son Docteur préféré. Kyle Anderson de Nerdist l'a appelé MON Docteur.
Il a également laissé savoir en 2024 qu'il n'exclut pas de revenir un jour reprendre son rôle du Onzième Docteur ou probablement une nouvelle incarnation avec plaisir, même s'il s'agirait d'un caméo. 

## Apparence

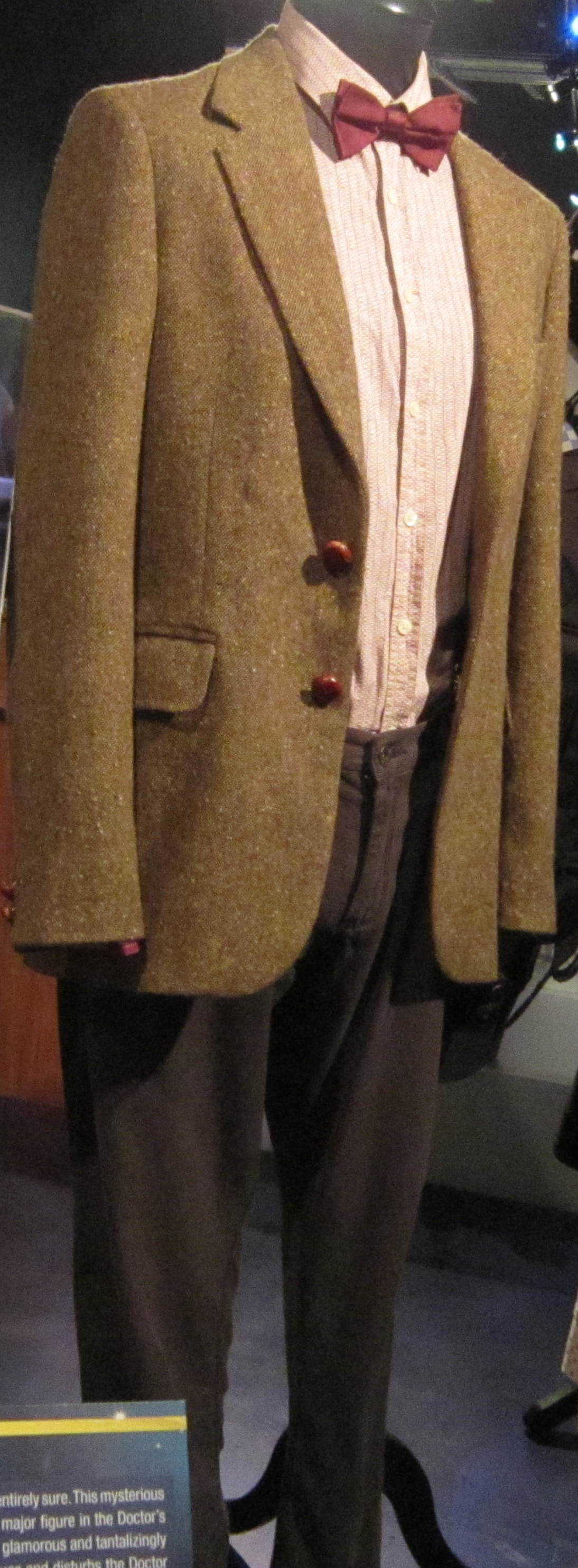
La première tenue du Onzième Docteur, en exposition à la Doctor Who Experience à Cardiff.

### Physique
Le 11e Docteur se plaint que sa onzième incarnation n'ait toujours pas les cheveux roux et atteste que son menton est énorme (voir la fin de La Prophétie de Noël). Il sera d'ailleurs surnommé « le Menton » par Oswin Oswald dans L'Asile des Daleks. Il a les cheveux bruns, mi-longs, coiffés sur le côté. Il lui est arrivé à deux reprises d'avoir une grande barbe, lors de la saison 6, dans la deuxième partie de L'Impossible Astronaute et dans Le Mariage de River Song. Son apparence juvénile malgré son très grand âge suscite parfois étonnement et quiproquos, par exemple chez le Docteur de la guerre.

### Vêtements
Le Onzième Docteur passe les trois quarts de son premier épisode, Le Prisonnier Zéro, dans la tenue de son prédécesseur - tenue qui est déchirée et sale, ce qui mène la jeune Amelia Pond à le surnommer le « Docteur débraillé ». C'est dans ce même épisode qu'il choisit sa nouvelle tenue : une veste en tweed marron, une chemise rose pâle, un nœud-papillon, des bretelles, un pantalon noir et des bottes noires. Il répète plusieurs fois pendant son ère aimer les nœuds-papillons et les fez, les trouvant « cool » (voir la fin du Prisonnier Zéro et la deuxième partie de La Pandorica s'ouvre). Les détails de sa tenue peuvent également varier, passant d'un nœud-papillon rouge à bleu. Au cours de la saison 6 (2011), il porte une longue veste vert militaire (voir Allons tuer Hitler par exemple).
Le second costume du Onzième Docteur apparaît pour la première fois dans Enfermés dans la Toile, en 2013. Il choisit une longue veste magenta, une chemise blanche, un pantalon noir, des bottes noires et un nœud-papillon. Il porte également des boléros de couleur grise ou noire. Dans l'épisode suivant, Les Anneaux d'Akhaten, il porte les lunettes de lecture d'Amy, qu'il a gardées après leur adieu dans Les Anges prennent Manhattan. 
Matt Smith a révélé que son costume a été inspiré de celui de Patrick Troughton, le Deuxième Docteur, après avoir regardé l'épisode The Tomb of the Cybermen.
L'apparition du Onzième Docteur marquera également l'apparition d'un nouveau tournevis sonique, plus gros et émettant une lumière verte. En effet, dans Le Prisonnier Zéro, le Docteur « grille » son tournevis sonique. Il en recrée ensuite un nouveau à l'aide du TARDIS.